# Juan José García Martínez
Juan José García Martínez (Múrcia, 16 de maig de 1987), més conegut com a Juanjo, és un futbolista professional murcià que juga com a lateral dret pel Reial Múrcia CF.

## Carrera de club
Sánchez es va formar al planter del Reial Múrcia CF, i va debutar com a sènior amb el segon equip el 2006, a Tercera Divisió. L'agost de 2010, fou cedit al Real Jaén de Segona Divisió B, per un any.
Juanjo va continuar jugant a Segona B les següents temporades, representant el Lorca Atlético CF, La Roda CF, Gimnàstic de Tarragona, UD Melilla i Cadis CF. Amb els darrers, va assolir la promoció a Segona Divisió el 2016, quan va participar en 29 partits.
Garrido va debutar com a professional el 19 d'agost de 2016, entrant com a suplent a la segona part en lloc de Luis Ruiz en un empat 1–1 a fora contra la UD Almería. El següent 19 de gener va deixar el club per mutu acord, i va retornar al seu primer club, el Múrcia, poques hores després.